# Lebanon (Illinois)
Lebanon es una ciudad ubicada en el condado de St. Clair en el estado estadounidense de Illinois. En el Censo de 2010 tenía una población de 4418 habitantes y una densidad poblacional de 689,49 personas por km².

## Geografía
Lebanon se encuentra ubicada en las coordenadas 38°36′9″N 89°48′47″O / 38.60250, -89.81306. Según la Oficina del Censo de los Estados Unidos, Lebanon tiene una superficie total de 6.41 km², de la cual 6.37 km² corresponden a tierra firme y (0.57%) 0.04 km² es agua.

## Demografía
Según el censo de 2010, había 4418 personas residiendo en Lebanon. La densidad de población era de 689,49 hab./km². De los 4418 habitantes, Lebanon estaba compuesto por el 79.36% blancos, el 16.27% eran afroamericanos, el 0.14% eran amerindios, el 0.77% eran asiáticos, el 0.11% eran isleños del Pacífico, el 0.63% eran de otras razas y el 2.72% pertenecían a dos o más razas. Del total de la población el 2.29% eran hispanos o latinos de cualquier raza.